# Brauhaus Leikeim
Brauhaus Altenkunstadt Andreas Leikeim GmbH & Co. is een private Duitse brouwerij in Altenkunstadt (Beieren).
De brouwerij werd gesticht in 1887 door Johann Leikeim. Ze is steeds in het bezit van de familie gebleven. Andreas Leikeim zette het bedrijf verder; diens kleinzoon Dieter breidde vanaf 1975 de brouwerij uit tot een modern middelgroot bedrijf met ongeveer 100 medewerkers. Anno 2018 wordt ze geleid door de vijfde generatie, Andreas Leikeim. De firma is ook eigenaar van de Altenburger Brauerei in Altenburg (Thüringen), die geleid wordt door de broer van Andreas, Bastian Leikeim.
De brouwerij produceert naast diverse biersoorten ook limonades en fruitsappen. Alle producten worden gebotteld in beugelflessen.

## Bieren
- Premium Pils (4,9% alcoholpercentage)
- Landbier (5,4%)
- Kellerbier (4,9%)
- Hell Lagerbier (4,9%)
- Weissbier (5,4%)
- Feines Schwarzes (4,9%)
- Steinbier (5,8%)
- Radler (2,8%)
- Naturtrübes Radler (2,5%)
- Frei (alcoholvrij bier)
- Weissbier alkoholfrei
- Wintertraum (seizoensbier in de winter, 5,4%)